# Aureilhan (Pireneje Wysokie)
Aureilhan – miejscowość i gmina we Francji, w regionie Oksytania, w departamencie Pireneje Wysokie.
Według danych na rok 1990 gminę zamieszkiwały 7454 osoby, a gęstość zaludnienia wynosiła 790 osób/km² (wśród 3020 gmin regionu Midi-Pireneje Aureilhan plasuje się na 44. miejscu pod względem liczby ludności, natomiast pod względem powierzchni na miejscu 1133.).